# Карамыш (река)
Карамы́ш — река в Волгоградской и Саратовской областях, левый приток реки Медведица. Длина 147 км. Площадь водосборного бассейна — 3380 км². Большая часть расположена на территории Саратовской области.

## Физико-географическая характеристика
Река Карамыш берёт начало на территории Волгоградской области в районе бывшего села Памятное к западу от урочища Синяя гора (абсолютные высоты 200—250 метров над уровнем моря). Вплоть до административной границы с Саратовской областью река Карамыш представляет собой небольшой пересыхающий летом водоток. Ниже подпитываясь грунтовыми водами и вбирая в себя водотоки балок Песковатка, Дубычка и других притоков Карамыш становится обычной равнинной рекой. В среднем и нижнем течении Карамыш, как правило, не пересыхает.
До посёлка станции Карамыш река течёт преимущественно с запада на восток, слегка отклоняясь в северном направлении, затем — преимущественно с юга на север (примерно до устья реки Горючка), ниже устья Горючки и примерно до устья реки Латрык течёт преимущественно с юго-востока на северо-запад, далее вплоть до устья — с востока на запад, формируя тем самым петлю, обращённую к востоку.

## Притоки
км от устья
- 22 км: река в овраге Попова Каменка
- 29 км: Латрык
- 50 км: Рыбка
- 62 км: Горючка
- 64 км: Норка
- Щельнинская балка — (п)[9]
- 72 км: Таловка
- 78 км: Сплавнуха
- 98 км: Голый Карамыш
- 107 км: Топовка
- 109 км: Лесной Карамыш
- 113 км: Каменка
- балка Дубычка (л[10])
- балка Песковатка (л[11])
- 125 км: Макаровка
- Алешниковская балка (л[12])

## Этимология
Название получила от тюркских слов «кара» — чёрный и «мыш» — отглагольный аффикс, эквивалентный в русском языке причастному суффиксу. Название упоминается в писцовых книгах Шацкого уезда за 1622 год.

## Данные водного реестра
По данным государственного водного реестра России относится к Донскому бассейновому округу, водохозяйственный участок реки — Медведица от истока до впадения реки Терса, речной подбассейн реки — Дон между впадением Хопра и Северского Донца. Речной бассейн реки — Дон (российская часть бассейна).
Код водного объекта в государственном водном реестре — 05010300112107000008382.